# Zsédeny
Zsédeny is een plaats (község) en gemeente in het Hongaarse comitaat Vas. Zsédeny telt 215 inwoners (2001).